# Joegoslavië op het Eurovisiesongfestival 1984
Joegoslavië nam deel aan het Eurovisiesongfestival 1984, gehouden in Luxemburg. Het was de 20ste deelname van Joegoslavië aan het festival.
De nationale omroep JRT was verantwoordelijk voor de Joegoslavische bijdrage van 1984.

## Selectieprocedure
De Joegoslavische inzending werd gekozen via de nationale voorronde Jugovizija. De finale hiervan vond plaats op 23 maart 1984 in Skopje.
In totaal deden er 16 liedjes mee in de nationale finale. De winnaar werd gekozen door 8 regionale jury's die punten volgens het Eurovisie-systeem mochten geven.

### Uitslag
| Volgorde | Artiest                   | Lied                 | Punten | TVNs | TVSa | TVPr | TVLj | TVSk | TVBg | TVZg | TVTg | Plaats |
| -------- | ------------------------- | -------------------- | ------ | ---- | ---- | ---- | ---- | ---- | ---- | ---- | ---- | ------ |
| 1        | Sunčeve Pege              | Emanuela             | 4      |      |      |      |      |      |      |      | 4    | 15     |
| 2        | Rondo                     | Linda                | 26     | 6    |      |      |      | 5    | 2    | 7    | 6    | 10     |
| 3        | Vera Oruqaj & Haki Misini | Fryti i dashurisë    | 2      |      |      |      |      |      |      |      | 2    | 16     |
| 4        | Bisera Veletanlić         | Nisam protiv         | 12     |      |      | 1    |      | 2    | 6    |      | 3    | 14     |
| 5        | Branka Kraner             | Nisam verjela        | 15     | 1    | 1    | 12   |      | 1    |      |      |      | 12=    |
| 6        | Maja Odžaklievska         | Niki                 | 51     | 12   | 5    | 2    | 8    |      | 8    | 8    | 8    | 2      |
| 7        | Cheri                     | Italijanski restoran | 33     | 7    | 2    | 6    | 4    | 6    |      | 1    | 7    | 8      |
| 8        | Jasna Gospić              | Hula-hop             | 18     |      |      | 5    | 3    |      | 5    | 4    | 1    | 11     |
| 9        | Spektar                   | Opasna zona          | 15     |      |      | 7    | 1    |      |      | 2    | 5    | 12=    |
| 10       | Sladjana & Dado           | Negde izvan planeta  | 38     | 10   | 8    |      | 7    | 7    |      | 6    |      | 6=     |
| 11       | Daniel                    | Marija               | 40     | 8    | 10   | 4    | 6    | 8    | 4    |      |      | 4=     |
| 12       | Randez-vous               | O ne cheri           | 48     | 5    | 6    | 3    |      | 12   | 10   | 12   |      | 3      |
| 13       | Alen Slavica              | Merijen              | 40     | 3    | 7    |      | 2    | 3    | 3    | 10   | 12   | 4=     |
| 14       | Vlado & Izolda            | Ljubavna prica br.1  | 56     | 4    | 12   | 10   | 10   | 10   | 7    | 3    |      | 1      |
| 15       | Makadam                   | Talas ljubavi        | 38     | 2    | 3    |      | 12   | 4    | 12   | 5    |      | 6=     |
| 16       | Group 777                 | Zbogom               | 28     |      | 4    | 8    | 5    |      | 1    |      | 10   | 9      |

## In Luxemburg
In Luxemburg moest Joegoslavië als 12de aantreden, na Nederland en voor Oostenrijk. De titel van het lied Ljubavna prica broj 1 werd voor het Eurovisiesongfestival veranderd in Ciao amore.
Aan het einde van de puntentelling bleek Joegoslavië als 18de te zijn geëindigd met 26 punten.

### Gekregen punten

#### Finale
| 12 punten | 10 punten | 8 punten                          | 7 punten              | 6 punten |
| --------- | --------- | --------------------------------- | --------------------- | -------- |
|           |           | - Cyprus - Turkije                |                       |          |
| 5 punten  | 4 punten  | 3 punten                          | 2 punten              | 1 punt   |
|           |           | - Duitsland - Verenigd Koninkrijk | - Finland - Frankrijk |          |

### Punten gegeven door Joegoslavië

#### Finale
Punten gegeven in de finale:
| 12 punten | Cyprus              |
| 10 punten | Turkije             |
| 8 punten  | Luxemburg           |
| 7 punten  | Portugal            |
| 6 punten  | Denemarken          |
| 5 punten  | Nederland           |
| 4 punten  | Zweden              |
| 3 punten  | Finland             |
| 2 punten  | Spanje              |
| 1 punt    | Verenigd Koninkrijk |

1961 · 1962 · 1963 · 1964 · 1965 · 1966 · 1967 · 1968 · 1969 · 1970 · 1971 · 1972 · 1973 · 1974 · 1975 · 1976 · 1977-1980 · 1981 · 1982 · 1983 · 1984 · 1985 · 1986 · 1987 · 1988 · 1989 · 1990 · 1991 · 1992